# Frogger
Frogger - аркадна відеогра, створена компанією Konami у 1981 році. Ціллю гри є
переправити жаб, одну за одною, до їхніх домівок. Для цього кожна жаба має, ухиляючись від автівок, перетнути дорогу, або перейти річку повну небезпек. Гра належить до золотої доби аркадних відеоігор і була помічена завдяки новітньому ігровому процесу та стильовому оформленню. Frogger був першою грою, що використовувала одразу два процесори Z80. У 2005 було продано 20 мільйонів копій гри, 5 мільйонів з яких було продано в США.

## Ігровий процес
Гравець розпочинає з трьома, п'ятьма або сімома жабами (життями). Кожна жаба з'являється внизу екрану, звідки гравець має провести її до домівки. Для цього гравець має здолати певні перешкоди. Внизу екрану розташована дорога якою горизонтально їздять різні види транспорту: автівки, вантажівки, автобуси, багі, бульдозери, фургони, велосипеди та/або мотоцикли. Вгорі екрану розташована річка з горизонтально плавучими колодами, крокодилами та черепахами. Здолавши всі перешкоди, гравець добереться до п'яти "жаб'ячих домівок", кожна домівка для окремої жаби.
Використовуючи джойстик, гравець може пересувати жабу в будь-яку сторону, ухиляючись від різних небезпек. Є багато способів втратити життя у грі:
1. Бути збитим транспортним засобом;
2. Стрибнути у воду;
3. Втрапити в пащу до крокодила, видри чи змії;
4. Стрибнути в домівку захоплену крокодилом;
5. Залишитися зверху на черепасі до її повного занурення;
6. Вийти за межі екрана;
7. Стрибнути в домівку вже зайняту іншою жабою;
8. Стрибнути в стінку домівки;
9. Час сплине до того, як гравець допоможе всім жабам;

## Цікаві факти
- Якщо грати в цю гру на PC емуляторі, наприклад MAME, та використати код на нескінчений час, можна почути музичну тему гри до кінця. Це було неможливо, граючи в звичайну версію, бо час спливав до завершення музичної теми гри.[2]